# Ninho do Açor
Ninho do Açor is een plaats (freguesia) in de Portugese gemeente Castelo Branco en telt 473 inwoners (2001).